# Diócesis de Nova Iguaçu
La diócesis de Nova Iguaçu (en latín: Dioecesis Neo-Iguassuen(sis) y en portugués: Diocese de Nova Iguaçu) es una circunscripción eclesiástica latina de la Iglesia católica en Brasil, sufragánea de la arquidiócesis de San Sebastián de Río de Janeiro. La diócesis tiene al obispo Gilson Andrade da Silva como su ordinario desde el 15 de mayo de 2019. 

## Territorio y organización
La diócesis tiene 995 km² y extiende su jurisdicción sobre los fieles católicos de rito latino residentes en 7 municipios del estado de Río de Janeiro: Nova Iguaçu, Belford Roxo, Japeri, Mesquita, Nilópolis, Paracambi, Queimados y el distrito de Conrado en el municipio de Miguel Pereira.
La sede de la diócesis se encuentra en la ciudad de Nova Iguaçu, en donde se halla la Catedral de San Antonio de Padua, conocida como Matriz de Santo Antonio de Jacutinga.
En 2019 en la diócesis existían 52 parroquias.

## Historia
La diócesis fue erigida el 26 de marzo de 1960 con la bula Quandoquidem verbis del papa Juan XXIII, obteniendo el territorio de las diócesis de Barra do Piraí (hoy diócesis de Barra do Piraí-Volta Redonda) y Petrópolis.
El 29 de noviembre de 1963, con la carta apostólica Mutuae quoddam, el papa Pablo VI proclamó a san Antonio de Padua patrón principal de la diócesis.
El 14 de marzo de 1980 cedió parte de su territorio para la erección de la diócesis de Itaguaí mediante la bula Gravissimum supremi del papa Juan Pablo II.
El 11 de octubre de 1980 cedió otra parte de su territorio para la erección de la diócesis de Duque de Caxias mediante la bula Qui divino consilio del papa Juan Pablo II.

## Estadísticas
De acuerdo al Anuario Pontificio 2020 la diócesis tenía a fines de 2019 un total de 1 364 950 fieles bautizados.
| Año                                                                             | Población            | Población | Población      | Sacerdotes | Sacerdotes    | Sacerdotes    | Bautizados por sacerdote | Diáconos permanentes | Religiosos | Religiosos | Parroquias |
| Año                                                                             | Bautizados católicos | Total     | % de católicos | Total      | Clero secular | Clero regular | Bautizados por sacerdote | Diáconos permanentes | Varones    | Mujeres    | Parroquias |
| ------------------------------------------------------------------------------- | -------------------- | --------- | -------------- | ---------- | ------------- | ------------- | ------------------------ | -------------------- | ---------- | ---------- | ---------- |
| 1966                                                                            | ?                    | 1 000     | ?              | 63         | 33            | 30            | ?                        |                      |            | 110        | 35         |
| 1968                                                                            | ?                    | 1 200 000 | ?              | 73         | 38            | 35            | ?                        |                      | 35         | 104        | 38         |
| 1976                                                                            | 1 696 700            | 1 900 000 | 89.3           | 82         | 42            | 40            | 20 691                   |                      | 41         | 115        | 59         |
| 1980                                                                            | 1 886 000            | 2 113 000 | 89.3           | 87         | 36            | 51            | 21 678                   |                      | 74         | 107        | 63         |
| 1990                                                                            | 1 458 000            | 1 860 000 | 78.4           | 59         | 24            | 35            | 24 711                   | 1                    | 65         | 88         | 46         |
| 1999                                                                            | 1 020 000            | 1 700 000 | 60.0           | 73         | 27            | 46            | 13 972                   | 12                   | 63         | 78         | 47         |
| 2000                                                                            | 1 120 000            | 1 780 000 | 62.9           | 66         | 33            | 33            | 16 969                   | 12                   | 53         | 77         | 47         |
| 2001                                                                            | 1 260 000            | 1 800 000 | 70.0           | 74         | 33            | 41            | 17 027                   | 12                   | 62         | 73         | 48         |
| 2002                                                                            | 1 144 390            | 1 907 318 | 60.0           | 110        | 42            | 68            | 10 403                   | 15                   | 91         | 77         | 50         |
| 2003                                                                            | 1 144 390            | 1 961 302 | 58.3           | 107        | 36            | 71            | 10 695                   | 13                   | 94         | 79         | 50         |
| 2004                                                                            | 1 023 000            | 1 755 770 | 58.3           | 63         | 34            | 29            | 16 238                   | 16                   | 52         | 84         | 50         |
| 2013                                                                            | 1 280 000            | 1 889 705 | 67.7           | 85         | 52            | 33            | 15 058                   | 26                   | 40         | 75         | 50         |
| 2016                                                                            | 1 311 000            | 1 892 701 | 69.3           | 82         | 49            | 33            | 15 987                   | 28                   | 39         | 68         | 50         |
| 2019                                                                            | 1 364 950            | 1 970 418 | 69.3           | 89         | 53            | 36            | 15 336                   | 29                   | 37         | 67         | 52         |
| Fuente: Catholic-Hierarchy, que a su vez toma los datos del Anuario Pontificio. |                      |           |                |            |               |               |                          |                      |            |            |            |

## Episcopologio
- Walmor Battú Wichrowski † (23 de abril de 1960-31 de mayo de 1961 nombrado obispo auxiliar de Santa Maria[8])
- Honorato Piazera, S.C.I. † (14 de diciembre de 1961-12 de febrero de 1966 nombrado obispo coadjutor de Lages[9])
- Adriano Mandarino Hypólito, O.F.M. † (29 de agosto de 1966-9 de noviembre de 1994 retirado)
- Werner Franz Siebenbrock, S.V.D. † (9 de noviembre de 1994-19 de diciembre de 2001 nombrado obispo de Governador Valadares)
- Luciano Bergamin, C.R.L. (24 de julio de 2002-15 de mayo de 2019 retirado)
- Gilson Andrade da Silva, por sucesión el 15 de mayo de 2019